# Gehörlosenschule
In Gehörlosenschulen werden Kinder mit dem Schwerpunkt Hören unterrichtet. Im Rahmen der Inklusion gibt es immer weniger Gehörlosenschulen oder Schulteile nur mit Klassen für Gehörlosen.

## Geschichte
Gehörlose Menschen lebten bis zum Renaissance-Humanismus im 16. Jahrhundert überwiegend einzeln und regional verstreut. Erst dann wurden die Vorurteile einiger bekannter europäischer Gelehrter aus Altertum und Mittelalter, dass Gehörlose wegen ihrer Stummheit und Taubheit bildungsunfähig seien, widerlegt. Einige adlige Gehörlose kamen dann in den Genuss von Mönchen in Lautsprache neben dem Christliche Glauben unterrichtet zu werden, um als würdige sprechende Erben zu gelten.
Bis ins frühe 18. Jahrhundert hinein, gab es aber keine Volksbildung für die breiten Gesellschaftsschichten. Die Gehörlosenbildung setzte sich erst ab 1760 nach und nach durch.
Die Gehörlosengemeinschaften konnten sich nun entwickeln, da sich gehörlose Kinder und Erwachsene in den Gehörlosenschulen und ihren Internaten begegneten und danach weiter verbunden blieben.
Die erste Gehörlosenschule der Welt (Institut National de Jeunes Sourds de Paris) entstand 1760 in Paris unter Charles Michel de l’Epée. Dazu entwickelte er auch die Langue des signes française (LSF) aus der Vieille langue des signes française mit der Grammatik der Französischen Sprache unter dem Begriff „methodische Zeichen“, indem er mit Gehörlosen arbeitete, die bereits ihre eigenen Gebärden zu Hause verwendeten und diese mit neuen Gebärden kombinierten. Diese LSF wurde zu einer wichtigen Grundlage und beeinflusste viele andere Gebärdensprachen.
Durch die Weiterentwicklung von Hörhilfen werden heutzutage nicht nur Gehörlose, sondern auch Schwerhörige an Gehörlosenschulen unterrichtet.

## Australien
- Victorian College for the Deaf Melbourne
- NextSense Sidney

## Belgien
- Koninklijk Instituut voor Doven en Spraakgestoorden Hasselt
- Koninklijk Instituut Spermalie
- Koninklijk Instituut Woluwe

## Deutschland
Ein Landesbildungszentrum für Hörgeschädigte (LBZH) ist in Deutschland häufig die Bezeichnung für staatliche Bildungseinrichtungen bzw. Förderschulen für Schüler mit einer Hörbehinderung und dem Förderschwerpunkt Hören. Diese Bezeichnung wird z. B. für einen Schulverbund in Niedersachsen, als auch für die beiden staatlichen Schulen in Sachsen-Anhalt verwendet, da sie als Landesbildungszentren in direkter Trägerschaft des Landes stehen und überregional tätig sind. Das Landesbildungszentrum für Hörgeschädigte muss nicht unbedingt immer im Namen erkennbar sein und trotzdem kann es eine Landesschule sein.
Sie bieten vorschulische, schulische, außerschulische und teils berufsschulische Angebote bei festgestelltem sonderpädagogischem Förderbedarf sowohl für gehörlose als schwerhörige Kinder und Jugendliche an.
Im Wesentlichen wurde zuerst nach der deutschen Methode bzw. oralen Methode von Samuel Heinicke und dann nach 1970 nach der kombinierten Methode von Ernst Adolf Eschke unterrichtet.

### Baden-Württemberg
- Bildungs- und Beratungszentrum für Hörgeschädigte Stegen
- Lindenparkschule in Heilbronn

### Bayern
- Bayerische Landesschule für Gehörlose in München

### Berlin
- Ernst-Adolf-Eschke-Schule in Berlin-Westend[3]
- Israelitische Taubstummenanstalt in Berlin-Weißensee
- Margarethe-von-Witzleben-Schule in Berlin-Friedrichshain
- Reinfelder-Schule in Berlin-Westend

### Brandenburg
- Wilhelm-von-Türk-Schule in Potsdam[4]

### Bremen
- Schule für Hören und Kommunikation an der Marcusallee in Bremen[5]

### Hamburg
- Elbschule – Bildungszentrum Hören und Kommunikation in Hamburg[6]

### Hessen
- Freiherr-von-Schütz-Schule in Bad Camberg
- Hermann-Schafft-Schule in Homberg

### Mecklenburg-Vorpommern
- Landesschule für Gehörlose in Güstrow[7]

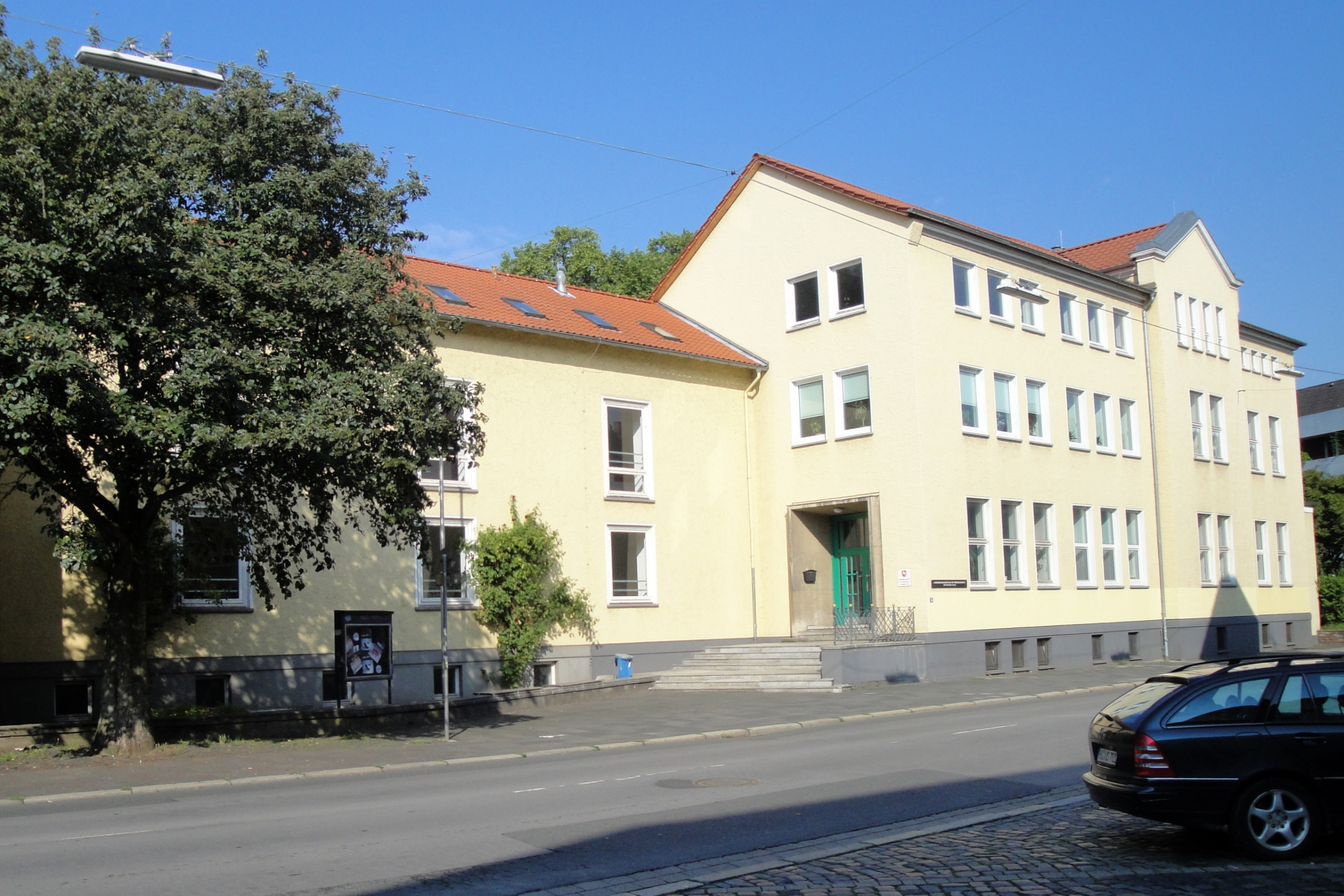
Berufsschule des Landesbildungszentrum für Hörgeschädigte in Hildesheim

- Landesschule für Schwerhörige in Ludwigslust
- Sonderpädagogisches Zentrum für mehrfachbehinderte Hörgeschädigte in Putbus (Rügen)
- Landesschule für Gehörlose in Rostock

### Niedersachsen
- LBZH Braunschweig[8]
- LBZH Hildesheim
- LBZH Oldenburg
- LBZH Osnabrück

### Nordrhein-Westfalen
- Rheinisch-Westfälisches Berufskolleg Essen
- Johann-Joseph-Gronewald-Schule in Köln
- Provinzial-Taubstummenanstalt Langenhorst, ehemalige Gehörlosenschule bis 1968

### Rheinland-Pfalz
- Pfalzinstitut für Hören und Kommunikation in Frankenthal (Pfalz)

### Saarland
- Ruth-Schaumann-Schule in Lebach

### Sachsen
- Johann-Friedrich-Jencke-Schule in Trachenberge
- Samuel-Heinicke-Schule (Leipzig)

### Sachsen-Anhalt
- Carl-Kehr-Schule Halberstadt – Landesbildungszentrum für Hörbeeinträchtigte[9]
- Landesbildungszentrum für Hörgeschädigte „Albert Klotz“ Halle (Saale)[10]

### Schleswig-Holstein
- IBAF-Gehörlosenfachschule in Rendsburg

### Thüringen
- Staatliches überregionales Förderzentrum in Erfurt[11]
- Staatliche Förderschule für Schwerhörige in Gotha
- Pädagogisches Zentrum für mehrfachbehinderte Hörgeschädigte in Schleitz

## Frankreich
- Institut National de Jeunes Sourds de Paris
- Institut La Persagotière
- Institut national de jeunes sourds de Chambéry
- Institut national des jeunes sourds de Bordeaux-Gradignan
- Institut National de Jeunes Sourds de Metz
- Institut régional pour sourds et déficients auditifs de Saint-Jean-de-la-Ruelle
- Institution nationale des sourdes et muettes de Bordeaux-Castéja

## Irland
- Claremont Institution for the Deaf and Dumb Dublin

## Italien
- Istituto dei Sordi di Torino
- Istituto statale di istruzione specializzata per sordi Antonio Magarotto
- Istituto Statale per Sordi di Roma
- Istituto Pendola per Sordomuti in Siena
- Pio Istituto dei Sordi

## Kanada
- British Columbia School for the Deaf
- Halifax School for the Deaf
- Montreal Institute for the Deaf and Mute
- Newfoundland School for the Deaf

## Neuseeland
- Van Asch College in Sumner (Christchurch)
- Ko Taku Reo: Deaf Education New Zealand

## Niederlande
- 1790: Henri Daniel Guyot Instituut in Groningen
- 1814: Instituut voor Doven in Sint-Michielsgestel
- 1853: Koninklijke Ammanstichting in Rotterdam
- 1888: Christelijk Instituut Effatha in Voorburg (1926–2000) bzw. Zoetermeer (ab 1980)
- 1910: Vereniging voor Doofstommenonderwijs in Amsterdam

## Österreich
- Lürzerhof, ehemaliger Herrensitz in Salzburg, heute Josef-Rehrl-Schule
- HLMW9 Michelbeuern, Berufsschule in Wien
- Städtische Taubstummenanstalt von Viktor Urbantschitsch in Wien-Döbling

## Schweiz
Per 1894 gab es 14 Taubstummenanstalte. In der deutschen Schweiz werden bzw. wurden an folgenden Orten innerhalb der Kantone folgende Taubstummenanstalten beziehungsweise Gehörlosenschulen geführt:

### Zürich
- 1777 kleine private Schule im Pfarrhaus von Schlieren von Heinrich Keller (Pädagoge)
- seit 1826/7 Kantonale Blinden- & Taubstummenanstalt Zürich, heute Sek3 – Oberstufe für Gehörlose und Schwerhörige (Sek 3) sowie Schule für Gehör und Sprache (ZGSZ)

### Bern
- seit 1824 Anstalt für taubstumme Mädchen Wabern; seit 1890 Taubstummenanstalt Münchenbuchsee (davor seit 1822 in Frienisberg); heute Pädagogisches Zentrum für Hören und Sprache Münchenbuchse
- seit 1881 „Hephata“, Anstalt für schwerhörige und taubstumme Kinder in der Äussern Enge bei Bern

### Luzern
- seit 1832 Kantonale Taubstummenanstalt Hohenrain bei Luzern, heute Heilpädagogisches Zentrum Hohenrain (Gehörlosenabteilung aufgelöst)

### Basel
- seit 1833 oder 1838 Taubstummen-Anstalt Riehen (möglicherweise auch 1860 in Bettingen, gilt als aufgelöst), heute GSR. Zentrum für Gehör, Sprache und Kommunikation

### St. Gallen
- seit 1846/59 Taubstummenanstalt auf dem Rosenberg bei St. Gallen, später und heute Sprachheilschule St. Gallen (Gehörlosenabteilung in den 2010er-Jahren aufgelöst)

### Aargau
- seit 1836 als Taubstummenanstalt Landenhof bei Unterentfelden, heute Landenhof Zentrum für Hören und Sehen
- seit 1837 Taubstummenanstalt in Zofingen (aufgelöst)
- seit 1850 Taubstummenanstalt Liebenfels bei Baden (aufgelöst)

An den Taubstummenanstalten der Deutschschweiz mit Ausnahme der Knabenanstalt in Wabern wurde im Wesentlichen nach der deutschen Methode unterrichtet.
In der Romandie existierten Schulen unter anderem in Freiburg (Gruyères), Waadt (Moudon, Yverdon) und in Genf (Centre pour enfants sourds de Montbrillant (CESM)):

### Freiburg (Fribourg)
- seit 1890 Institution libre des sourds-muets à Gruyères

### Waadt
- seit 1869 Institut de sourds-muets à Moudon

### Genf (Genève)
- seit 1836 Institution de sourds-muets à Petit-Saconnex
- seit 1866 Ecole de sourds-muets à Chêne-Bougeries

## USA
- American School for the Deaf, erste Gehörlosenschule in Amerika in West Hartford (Connecticut)
- Gallaudet University, als einfache Schule in Washington, D.C. gestartet, nun eine Universität für Gehörlose
- Rochester School for the Deaf in Rochester

## Vereinigtes Königreich
- Donaldson's School
- Jordanstown Schools
- Mary Hare School
- Ovingdean Hall School
- St. John's Catholic School for the Deaf Boston Spa